# Sebastian (Florida)
Sebastian is een plaats (city) in de Amerikaanse staat Florida, en valt bestuurlijk gezien onder Indian River County.

## Demografie
Bij de volkstelling in 2000 werd het aantal inwoners vastgesteld op 16.181.
In 2006 is het aantal inwoners door het United States Census Bureau geschat op 20.255, een stijging van 4074 (25.2%).

## Geografie
Volgens het United States Census Bureau beslaat de plaats een oppervlakte van
35,1 km², waarvan 32,7 km² land en 2,4 km² water. Sebastian ligt op ongeveer 6 m boven zeeniveau.

## Plaatsen in de nabije omgeving
De onderstaande figuur toont nabijgelegen plaatsen in een straal van 16 km rond Sebastian.